# Seghouane
Seghouane (em árabe: سغوان) é uma comuna localizada na província de Médéa, Argélia. De acordo com o censo de 2008, a população total da cidade era de 5 999 habitantes.